# 麻糬

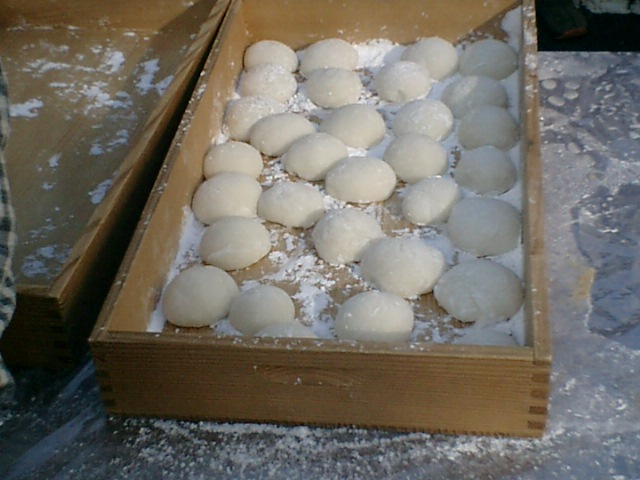
麻糬

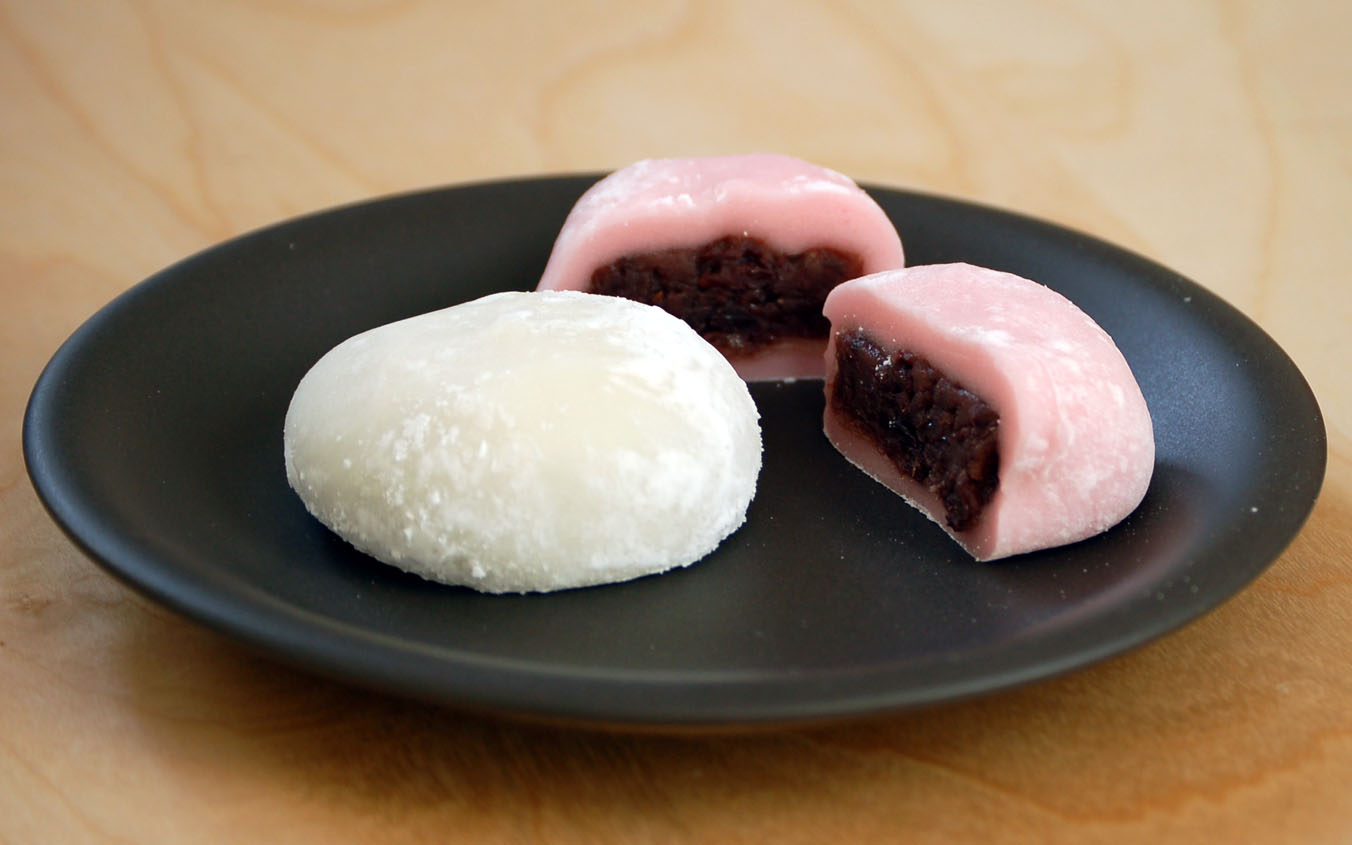
麻糬

麻糬或糯米糰子，是一種由糯米製作而成並且軟而有黏性的食物，通常為白色扁球體，是东亚地區十分流行的傳統小吃。

## 名稱
麻糬在各地叫法不同，中文有麻糬、麻糍、糍粑馍饥或糬等名稱。
福建閩南語中發音成muah chee、moa-chi，漢字寫作「麻糍」，華語讀音為ㄇㄚˊㄘˊ，這種糯米糰子的裡面不會含有餡料，是剪成小块状，並撒上花生粉。
台灣閩南語讀音為muâ-tsî（ㄇㄨㄚˊㄐㄧˊ），漢字寫作「麻糍」，坊間多作「麻糬」，受日本的糯米糰子的影響，其形狀和食用方法和福建的麻糍不同。
阿美族語中稱作「turon」。
日語中的麻糬寫餅（もち，mochi）。

## 歷史
根據奈良時代（710年–784年）的文獻記載，在當時「餅」似乎是一種貴族才能吃到的甜品點心。到了平安時代（784年–1185年）確立了節慶料理的概念，1月的鏡餅、3月的草餅、5月的柏餅等等相繼登場。而在鎌倉時代（約1185年–1333年）牡丹餅、烤麻糬（焼き餅）等麻糬類點心開始走向平民生活，於江戶時代（約1603年–1869年）普及民間，使得麻糬點心也漸漸成為年間節慶的必備料理。

## 食用種類
麻糍一般以當地特產糯米為原料，選取的糯米粘性介於糯米和梗米之間。準備糯米時須將糯米碾白洗淨，浸潤一天一夜，濾乾蒸熟，之後倒入竹盤內加入適量的鹼水攪拌，糯米飯成金黃色後，再用甑蒸第二次，之後再倒入石臼用竹（木）杵舂至不見米粒，表面光滑時取出切割成型。據日本民間故事中的描述，這種中國的傳統麻糍製作工藝在公元前300年至公元300年傳入日本。不同於中國的是當時日本人是用紅米作為原料來製作麻糍的。雖然現今的手工製作方法仍然在中日民間廣泛存在，然而大多數工廠都已採用機械化的自動打糍粑機加工生產麻糍。
簡單作法的麻糬，攤販會放有一大坨麻糬、糖粉、芝麻及花生粉，店家摘下一小團麻糬，再包進糖粉、芝麻及花生粉，就成為麻糬。台北行天宮附近的不老客家傳統麻糬便是此作法，麻糬屬於非舂搗口感。
日本的麻糬食用種類很多，常見的有黃豆粉麻糬、绿茶麻糬、紅豆麻糬、抹茶麻糬、花生麻糬、芝麻麻糬、牛奶麻糬、蘿蔔泥麻糬、炭烤麻糬、鐵板燒麻糬、炸麻糬、麻糬烏冬等，還有，外包一片紫蘇葉或紫菜的等等，款式繁多。吃火鍋時，麻糬常成為最後一道食用材料。在日本，包內餡、口感鬆軟的麻糬稱為「大福餅」，除了傳統的紅豆餡以外，近三十年內普及的有「抹茶大福」、「花生大福」、「草莓大福」、包裹雪糕內餡的「雪見麻糬」等。一般是以葛粉為原料製成。

### 各地種類
台灣麻糬一種傳統的米食，做法有兩種，一種是將糯米浸泡之後磨成漿，然後將水分瀝乾，變成米胚，再把米胚蒸熟就完成了。另外一種是將糯米煮成飯之後，直接將糯米飯放入舂臼捶打，讓飯變成糊狀的飯糰。吃的時候可以沾糖粉或花生粉。
台灣客家人在婚喪喜慶活動，或廟會拜拜聚會時，經常用糍粑招待賓客。作法是將糯米磨漿蒸熟後，放入舂臼裡以杵大力搥擊增加黏度，此稱為舂粢粑（客語讀作qiˇbaˊ）。早期農業社會裡的客家庄，常見一群鄉親聚在一起共蒸共搥打糍粑，表示客家人久存的團結友好精神。將黏稠的粢粑用手捏成小塊狀，可沾花生粉、芝麻粉或糖粉食用。其實客家粢粑和台灣麻糬所使用的原料是相同的，差別在於客家吃粢粑是沾料配食，台式麻糬普遍則會包入花生、芝麻、紅豆等餡料，但台灣族群混居倒也沒如此壁壘分明。
原本由閩南傳來的糯米物叫豆薯，但根據調查作法應已失傳，不排除閩裔台灣人受到客家粢粑和日本殖民統治時期的小點心和菓子的影響，外型有偏向和菓子，並且跟著改稱麻糬。以往路邊小吃推車上也會有攤販製作把糖粉芝麻花生粉隨意裹上外裹的麻糬，口感跟糍粑不同，花生粉口味跟芝麻口味分售，現在台灣亦流行將花生粉芝麻粉擺放盒子內，方便顧客自行沾食。
台灣阿美族人稱小米做的麻糬為「杜侖turon」，是以前慶典或節日才吃得到的點心，現在為花蓮常見的伴手禮。
麻糬不僅是日本新年不可或缺的食物，在日本有些地區，有在嬰兒滿1歲時讓他背著名為「一升餅」的約2kg的麻糬的習俗，代表著希望他「一生衣食無缺」。日本麻糬常沾上黃豆粉一同享用。會被當成新年的裝飾品，叫做鏡餅（Kagami Mochi）是由兩個圓的麻糬塊加上橙放在最上面組成的。因為橙在日本的諧音有「幾個世代」的意思，比喻健康永恆的家庭，世世代代繁榮昌盛，所以大家都會這樣裝飾鏡餅的。此外，日本亦盛行烤麻糬。
四川一帶，有稱為三大炮的糯米小甜食。鼓浪嶼有店家在賣麻餈，是芝麻粉和花生粉混雜裹上。

### 節氣食品
麻糍在浙江省金華市、永康市、東陽市等地是一種別具一格的糯米食品。在金華一帶，當地居民有在冬至食用麻糍的傳統，在永康、東陽一帶則是每到民間建房、種地和農曆七月半時食用，平日集市上也多有銷售。在福建，麻糍是在祭祀時使用的供品。
日本人一定要吃用高湯或白味噌湯，與蘿蔔、芋頭、魚糕、雞肉等按地區不同的食材一起煮麻糬的「雜煮」，慶祝新年到來，并希望新的一年裏一切順利。

## 健康
麻糬黏稠且難以咀嚼的特性，使得每年都有傳出吃麻糬產生窒息意外事件，特別會在65歲以上的老年人發生。根據消費者廳統計指出，在2020年新年三天，有127起因食用麻糬而窒息的案件。
根據一份2008年厚生勞動省資助昭和大學統計，麻糬是最常發生窒息事故的食物。日本政府每年會警告食用麻糬可能會窒息，並建議國民食用麻糬前將其切成小塊、並多加注意年幼及年長者的食用狀況。

## 相关传说
- 月兔

## 相似食品
- 和菓子
- 驴打滚
- 鏡餅
- 糯米糍
- 韓國麻糬麵包